# Stawiguda
Stawiguda (Stabigotten fino al 1945) è un comune rurale polacco del distretto di Olsztyn, nel voivodato della Varmia-Masuria.
Ricopre una superficie di 222,52 km² e nel 2004 contava 4 990 abitanti.